# Cratere Anaxandra
Anaxandra  è un cratere sulla superficie di Venere. Dedicato ad Anassandra (in greco antico: Ἀναξάνδρα?; fl. c. 228 a.C.), pittrice greca.